# Kasari (rzeka)
Kasari (est. Kasari jõgi) – rzeka w zachodniej Estonii. Rzeka wypływa z okolic wsi Rabivere w gminie Kohila. Uchodzi do zatoki Matsalu na terenie Parku Narodowego Matsalu. Ma długość 131,4 km i powierzchnię dorzecza 3213 km². Głównymi dopływami są: Vardi, Luiste, Vigala, Allika, Vanamõisa, Liivi, Penijõgi, Tuudi.